# Комарицький район
Комарицький муніципальний район — адміністративна одиниця на південному сході Брянської області Росії.
Адміністративний центр — селище міського типу Комаричі.

## Історія
5 липня 1944 року Указом Президії Верховної Ради СРСР була утворена Брянська область, до складу якої, поряд з іншими, був включений і Комарицький район. В 1963 році район був скасований, в 1965 році — відновлений.

## Демографія
Населення району становить 19,3 тис. чоловік. Усього налічується 97 населених пунктів.

## Видатні уродженці району
- Ілля Семенович Антонов — Герой Радянського Союзу.
- Ігор Миколайович Савельєв — інженер-конструктор.